# Трайбер, Эрик
Эрик Трайбер (нем. Erik Treiber, Мейнинген (Саксен-Мейнинген) 1797 — Афины апрель 1882) — немецкий медик и филэллин, участник Освободительной войны Греции, один из первых организаторов медицинской службы греческой армии.

## Биография
Трайбер родился в 1797 году в Мейнинген, Столица Саксен-Мейнингене, на территории современной Тюрингии.
Не располагаем его биографическими данными до его прибытия в Грецию, за исключением информации о том что он был врачом.
Трайбер прибыл добровольцем в восставшую Грецию, через Марсель, в самом начале Греческой революции и принял участие в Битве при Пета.
После Пета остался при гарнизоне города Месолонгион. Будучи в Месолонгионе, много позже, в апреле 1824 года, принял участие в медицинском совете перед смертью Байрона.
Упоминается также присутствие Трайбера перед кончиной от ран военачальника Караискакиса в 1827 году.
После окончания Освободительной войны Трейбер остался в Греции и внёс значительный вклад в организации медицинской службы греческой армии. Получил должность главного врача.
Трейбер написал мемуары «Воспоминания о Революции 1821 года» (греч.Αναμνήσεις απ’ την Επανάσταση του 1821). Мемуары были опубликованы на греческом,но немецкий оригинал мемуаров не опубликован.
Трайбер умер в апреле 1882 года в Афинах.
В его доме неоклассического стиля, расположенном недалеко от афинской площади Омония, именуемом вилла Трайбера и охраняемом государством, сегодня располагается «Музей эскизов».